# Aimé Joseph de Fleuriau
Pour les articles homonymes, voir Fleuriau.
Aimé Joseph de Fleuriau, né le 24 janvier 1870 à La Rochelle (Charente-Maritime) et mort le 19 janvier 1938 à Ismaïlia (Égypte), est un membre du corps diplomatique français.

## Biographie
Aimé Joseph de Fleuriau est le fils aîné de Louis-Aimé de Fleuriau (1827-1891) et de Marie Magnan (1843-1916).
Après des études juridiques, il est licencié en droit puis diplômé de l'École des Sciences politiques et entre  dans le corps diplomatique en tant qu'attaché stagiaire en décembre 1894. D'abord nommé attaché d'ambassade à la direction politique le 16 décembre 1895, il devient secrétaire d'ambassade de 3e classe, le 9 février 1898, à Constantinople où son érudition, son zèle, son bon sens sont appréciés de Paul Cambon qu'il suit à Londres le 12 juin 1899 et dont il demeure le bras droit jusqu'au 23 décembre 1920.
... M. de Fleuriau a énormément lu, il est doué d'une mémoire prodigieuse et sur quelque sujet qu'on l'entreprenne, il a des informations précises et sûres. Histoire, politique, économie politique, guerre ou marine, tous ces sujets lui sont également familiers et l'on peut le feuilleter comme un dictionnaire. Il donne à volonté le nom de tous les ministres de la reine Anne, le trafic du port de Liverpool, le tonnage de la flotte anglaise ou le nombre de tonnes de houille extraites l'an dernier dans les bassins du Royaume-Uni. Il lui manque encore l'art d'exposer de façon attrayante mais il ordonnera peu à peu la quantité de notions qu'il accumule... À  l'heure actuelle, c'est un précieux instrument pour un chef. À ses qualités intellectuelles, il joint du bon sens et un caractère d'une sûreté absolue... disait de lui en 1901 l'ambassadeur Paul Cambon qui ajoute en 1911 ... Il sait se procurer les informations les plus complètes dans tous les mondes de Londres et grâce à ses relations nombreuses et à une mémoire prodigieuse, il est une source de renseignements inépuisable...
Il se marie le 14 avril 1900 à Paris 16e avec Pauline Bardac (1862-1937) dont il aura une unique fille, Yvonne de Fleuriau (1904-1948).
Nommé secrétaire d'ambassade de 2e classe à Londres le 8 avril 1902, il est secrétaire d'ambassade de 1re classe le 20 décembre 1908. Il occupe les fonctions de 1er secrétaire à l'ambassade de France à Londres, le 8 janvier 1913. Ministre plénipotentiaire de 2e classe à l'ambassade de France à Londres, il est chargé des fonctions de conseiller d'ambassade le 12 mars 1918.
En mai 1921, Il est président du jury du concours pour l'admission dans les carrières diplomatique et consulaire.
Il est envoyé extraordinaire et ministre plénipotentiaire le 2 juin 1921 à l'ambassade de France en Chine. Puis il devient ministre plénipotentiaire de 1re classe le 21 novembre 1923 à Pékin d'où - ne s'y plaisant pas - il repart dès le début de juillet 1924.
Il est finalement nommé ambassadeur de France au Royaume-Uni, le 24 octobre 1924, poste qu'il occupera jusqu'à sa mise à la retraite survenue en 1933.

## Distinctions
- Chevalier de la Légion d'honneur, le 24 janvier 1906,
- Officier de la Légion d'honneur, le 20 janvier 1919,
- Commandeur de la Légion d'honneur, le 28 mars 1925,
- Grand-officier de la Légion d'honneur, le 28 juillet 1933[3],
- Chevalier du mérite agricole, le 29 mai 1908.